# Atsuta-jingū
Atsuta-jingū (jap. 熱田神宮) – chram shintō w dzielnicy Atsuta, w Nagoi, w Japonii.

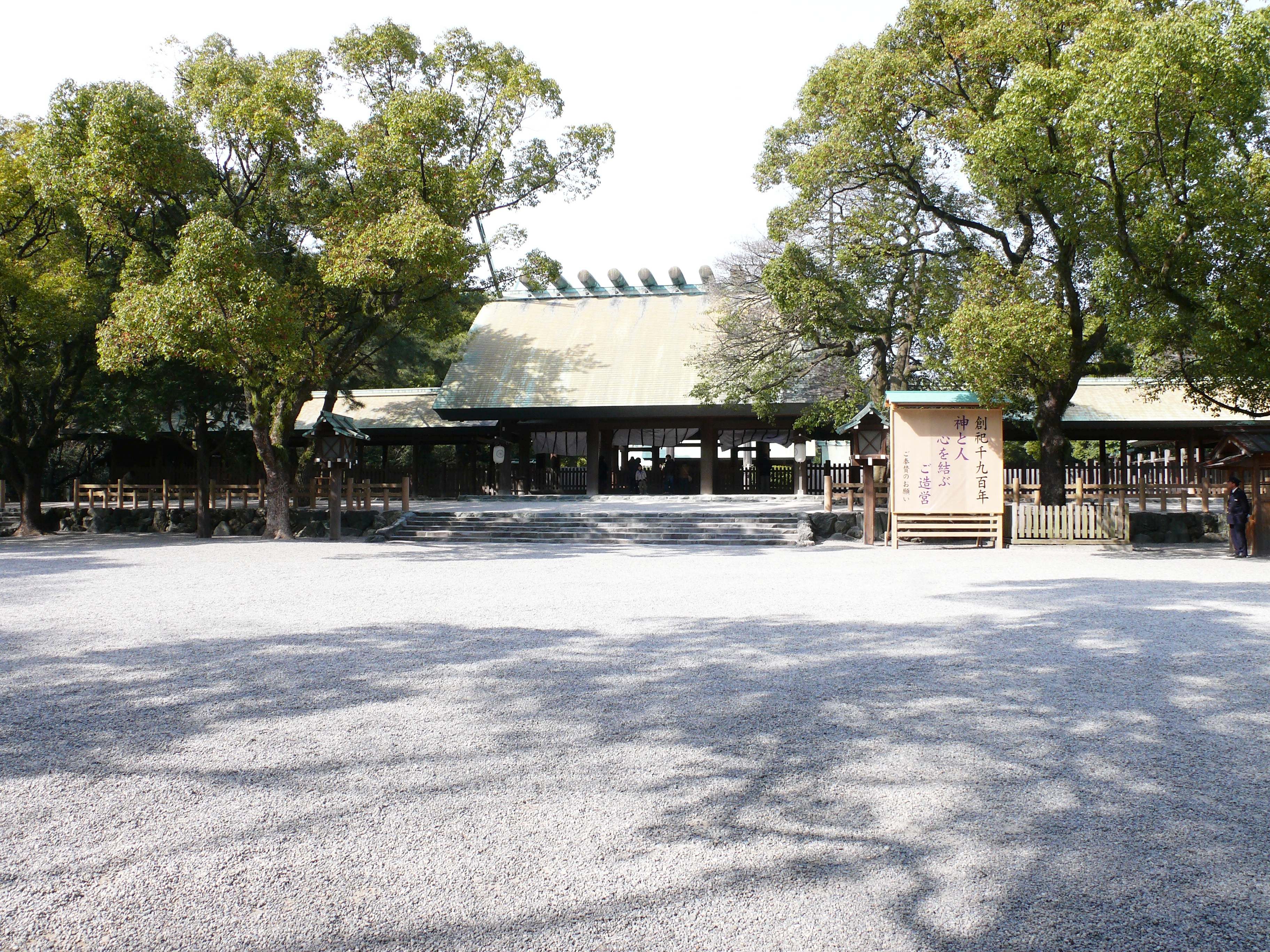
Chram Atsuta

Drugi pod względem znaczenia chram w Japonii (najważniejszy jest w Ise-jingū). W Atsuta przechowuje się Kusanagi-no-mitsurugi (jap. 草薙神剣 święty Miecz-Trawosiecz), jedno z trzech japońskich regaliów cesarskich. 
Na terenie chramu odbywa się rocznie 70 festiwali, jest odwiedzany w ciągu całego roku. W Atsuta jest złożonych 4 000 skarbów narodowych, które opowiadają dwa tysiące lat historii Japonii.
Przypuszcza się, że w Atsuta modlił się Nobunaga Oda przed bitwą pod Okehazamą w czerwcu 1560 roku.